# オーギュスト・ジャン・バティスト・シュヴァリエ
オーギュスト・ジャン・バティスト・シュヴァリエ（Auguste Jean Baptiste Chevalier、1873年6月23日 - 1956年6月3日）は、フランスの植物学者である。アフリカの動物や栽培植物の分類学、植物地理学の分野で働いた。

## 略歴
オルヌ県のドンフロンの農家に生まれた。1891年にカーンの高校を卒業し、1893年に植物学者リニエ（Élie Antoine Octave Lignier）からカーンにあるいくつかの栽培園の品種目録を作る仕事を依頼された。しばらく軍役についた後、リール大学で学び、ベルトラン（Charles Eugène Bertrand）の助手となり、1897年からはパリ自然史博物館のフィリップ・エドゥアール・レオン・ヴァン・ティガンの研究室で研究した。
1899年から1900年の間、スーダンの野外調査に参加し、その後、アフリカだけでなく、アジアや南米を訪ずれた。1901年に博士号を取得した。高等研究実習院（École pratique des hautes études）で働いた。1929年に国立博物館の教授となり、1937年に科学アカデミーの会員に選ばれた。
1913年から1919年に行った、インドシナの調査で発見したソテツ科の種、Cycas chevalieriにシュヴァリエの名前がつけられている。

## 著作
- Mission Chari-Lac Tchad, 1902–1904. 1907
- Sudania: Énumeration des plantes récoltées en Afrique tropicale. 1911
- La forêt et les bois du Gobon. 1917
- Les kolatiers et les noix de kola. 1911 (Émile Constant Perrot と共著)